# Криас
Криас (на старогръцки: Κρίασος Kriasos; Kriasos, Criasus} в древногръцката митология е син на Аргос и Евадна, дъщерята на Стримон. Брат е на Пирант, Иас, Епидавър, Екбас и Тирин.
Той е цар на Аргос. На трона го наследява Форбант, вероятно негов брат или син.